# Osława
Oslava (polsky Osława, něm. Oslawa, ukr. Ослава) je řeka v Podkarpatském vojvodství v jihovýchodní části Polska, je levým přítokem řeky San v úmoří Baltského moře.

## Popis
Pramen Oslavy se nachází na svazích hory Matragony (990 m n. m.) v hraničním pásmu Bukovských vrchů (Bieszczady Zachodnie). Oslava nejdříve protéká na západ podél hraničních vrchů a v úrovni Lupkovského průsmyku se stáčí na sever. V dolní části bohatě meandruje, její tok směřuje na severovýchod a vlévá se u vesnice Zasław do řeky San. Řeka je dlouhá 55 km s plochou povodí 503 km2 a průměrným průtokem 8,2 m3/s v Zagórzu. Údolí Oslavy vytváří přirozený předěl mezi Nízkými Beskydy v Západních Karpatech a Bukovskými vrchy ve Východních Karpatech.
První písemný záznam názvu řeky je z roku 1400. Název řeky je pravděpodobně odvozen z před slovanských jazyků, osła – kámen.
Údolím Oslavy vedla úzkorozchodná lesní železnice (Bieszczadzka Kolejka Leśna) z Balnice do Rzepedzi, železniční trať z Lupkovského průsmyku do Zagórza a silnice č. 897 a 892. Řeka protéká vesnicemi Maniów, Wola Michowa, Smolnik, Mików, Duszatyn, Prełuki, Turzańsk, Rzepedź, Szczawne, Kulaszne, Wysoczany, Mokre, Morochów, Czaszyn, Tarnawa Dolna, Wielopole, Zagórz i Zasław (dříve Zasławie).

### Přítoky
Mezi větší přítoky patří Osławica a Kalniczka.

## Turistika
Povodí Oslavy bylo do roku 1946 osídleno z velké části rusínskými Lemky. Po nich se dochovalo několik dřevěných cerkví např. ve vesnici Dolina, Morochów, Szczawne, Turzańsk, Rzepedź, Komańcza, Wisłok Wielki a Radoszyce, a také zděné cerkve z počátku 19. století, které byly postaveny na půdorysu kříže s centrální kopulí např. v Czaszyně, Łukowe a Smolniku. Ze Sanoku vede turistická stezka Cestou ikon údolím Oslavy (Szlak Ikon Dolina Osławy), která je označena  modrou barvou přes Turzańsk.